# دراهوو
دراهوو (به چکی: Drahov) یک منطقهٔ مسکونی در جمهوری چک است که در منطقه تابور واقع شده‌است. دراهوو ۱۰٫۹۷ کیلومتر مربع مساحت و ۱۶۱ نفر جمعیت دارد و ۴۳۵ متر بالاتر از سطح دریا واقع شده‌است.